# Лудвиг II фон Фробург
Лудвиг II фон Фробург наричан „Гареварт“ (на немски: Ludwig (Lodewicus) II von Froburg, „Garewart“; † сл. 1179 или ок. 28 октомври 1175/1177) от рода на графовете на Фробург е епископ на Базел (1164 – март 1179).

## Произход
Той е син на граф Адалберо I фон Фробург (* 1090 † сл. 1146 или пр. 1152) и съпругата му графиня София фон Ленцбург (* 1119 Ленцбург † 1173 Фробург), дъщеря на граф Рудолф фон Ленцбург (* ок. 1046 † 1133). Брат е на граф Фолмар II фон Фробург (* пр. 1143 † сл. 28 октомври 1175) и на Конрад фон Фробург († сл. 20 ноември 1192). Роднина е на Адалберо III фон Фробург († 16 октомври 1137 Арецо), епископ на Базел (1134 – 1137) и на Ортлиб фон Фробург († 18 август 1164), епископ на Базел (1137 – 1164), наследник на Адалберо III и негов предшественик.

## Религиозна дейност
Споменат е за първи път през 1145 г. като църковен фогт на Онолсдвил (днешни политически райони Нидердорф и Обердорф във Валденбургентал – политическа област и столица на едноименната област в швейцарския кантон Базел Ландшафт).
През 1164 г. е избран за епископ на Базел като наследник на роднината му Ортлиб фон Фробург и вероятно ок. 1167 г. е ръкоположен за такъв от антипапа Паскалий III. Катедралният капитул се оплаква от неговото отношение към църковните имоти и през 1174 г. император Фридрих I Барбароса намалява служебните му права. Латеранският църковен събор го сваля заради симония през март 1179 г. Наследен е от Хайнрих I фон Хорбург.